# 哈根 (喬治亞州)
哈根（英語：Hagan）是一個位於美國喬治亞州埃文斯縣的城市。

## 地理
哈根的座標為32°09′19″N 81°55′55″W / 32.15528°N 81.93194°W，而該地的平均海拔高度為58米（即190英尺）。

## 人口
根據2010年美國人口普查的數據，哈根的面積為5.70平方千米，當中陸地面積為5.40平方千米，而水域面積為0.30平方千米。當地共有人口996人，而人口密度為每平方千米174.74人。